# Lyonia villosa
Lyonia villosa là một loài thực vật có hoa trong họ Thạch nam. Loài này được (Wall. ex C.B. Clarke) Hand.-Mazz. mô tả khoa học đầu tiên năm 1936.